# Ryan Astley
Ryan Astley (Llanfair Caereinion, 4 ottobre 2001) è un calciatore gallese, difensore del Dundee.

## Caratteristiche tecniche
È un difensore centrale.

## Carriera

### Club
È cresciuto nel settore giovanile dell'Everton. Il 13 luglio 2022 è stato ceduto in prestito all'Accrington Stanley ed il 6 agosto ha debuttato a livello professionistico nell'incontro di Football League One vinto 1-0 contro lo Shrewsbury Town; tre giorni più tardi, ha poi segnato il suo primo gol in competizioni professionistiche nella partita di Coppa di Lega persa ai rigori contro il Tranmere.
Rientrato all'Everton, ha giocato nell'Under-21 nella prima metà di stagione per poi venire ceduto a titolo definitivo al Dundee, club della prima divisione scozzese, con cui nella seconda metà della stagione 2023-2024 ha giocato 3 partite in questa categoria; è poi stato riconfermato in rosa dal club scozzese anche per la stagione 2024-2025, nella quale ha giocato con maggiore continuità.

### Nazionale
Ha giocato con le nazionali giovanili gallesi Under-17, Under-19, Under-20 ed Under-21.

## Statistiche

### Presenze e reti nei club
Statistiche aggiornate al 26 aprile 2025.
| Stagione        | Squadra            | Campionato      | Campionato | Campionato | Coppe nazionali | Coppe nazionali | Coppe nazionali | Coppe continentali | Coppe continentali | Coppe continentali | Altre coppe | Altre coppe | Altre coppe | Totale | Totale | Totale |
| Stagione        | Squadra            | Comp            | Pres       | Reti       | Comp            | Pres            | Reti            | Comp               | Pres               | Reti               | Comp        | Pres        | Reti        | Pres   | Reti   |        |
| --------------- | ------------------ | --------------- | ---------- | ---------- | --------------- | --------------- | --------------- | ------------------ | ------------------ | ------------------ | ----------- | ----------- | ----------- | ------ | ------ | ------ |
| 2022-2023       | Accrington Stanley | FL1             | 23         | 1          | FACup+CdL       | 3+1             | 1+1             | -                  | -                  | -                  | FLT         | 5           | 1           | 32     | 4      |        |
| gen.-giu. 2024  | Dundee             | SP              | 3          | 0          | CS+CdL          | 0               | 0               | -                  | -                  | -                  | -           | -           | -           | 3      | 0      |        |
| 2024-2025       | Dundee             | SP              | 22         | 0          | CS+CdL          | 2+5             | 0+1             | -                  | -                  | -                  | -           | -           | -           | 29     | 1      |        |
| Totale carriera | Totale carriera    | Totale carriera | 48         | 1          |                 | 11              | 3               |                    | -                  | -                  |             | 5           | 1           | 64     | 5      |        |